# 羽毛河
羽毛河（英語：Feather River），或音譯為費瑟河，是美国加州沙加緬度谷的一條河流，為沙加緬度河的主要支流。主河道長約71英里（114），至其最遠支流則長約220英里（350）。流域廣達6,000平方英里（16,000平方）。主河道始於奧羅維爾湖，羽毛河的四大支流在此匯流在一起：南分叉 (South Fork)、中分叉 (Middle Fork)、北分叉 (North Fork)、及西分支 (West Branch) 羽毛河。這四大和其他支流的源頭來自於內華達山脈 (Sierra Nevada) 北部、瀑布山脈 (Cascade Range) 的最南端、及小部份的沙加緬度谷。在奧羅維爾湖以北的羽毛河流域為3,222平方英里（8,340平方），佔了總流域的53%。
羽毛河和其支流在19世紀時曾為掏金潮的中心。自1960年代奧羅維爾水壩建成起，羽毛河流域也提供了加州中部和南部用水，是加州水資源計畫的主要來源，也提供了重要的水力發電。
羽毛河一個特別之處為它的兩條支流：北分叉和中分叉，源頭來自於內華達山脈東邊的鑽石山脈，在往西流時跨越了內華達山脈的山峰。
羽毛河之名來自於1836年，拓荒者約翰·馬許及荷西·諾瑞嘉 (Jose Noriega) 在探險沙加緬度河上游時，看到一處河域蓋滿了羽毛，於是以西班牙文命名為，意為「羽毛之河」。

## 備註
1. ↑  . . United States Geological Survey. 1981-01-19  [2010-10-23].
2. ↑  . . United States Geological Survey. 1990-08-01  [2010-10-23].
3. ↑  . . United States Geological Survey. 1981-01-19  [2010-10-23].
4. ↑  . . United States Geological Survey. 1981-01-19  [2010-10-23].
5. 1 2  . . United States Geological Survey. 1981-01-19  [2010-10-23].
6. 1 2
7. ↑  . U.S. Geological Survey.   [2010-08-22]. （原始内容存档于2012-04-27）.
8. 1 2  . National Water Information System. United States Geological Survey. 1944–1983  [2010-09-08]. （原始内容存档于2021-08-01）.
9. ↑  由Google Maps及Google Earth上測量
10. ↑  Pincetl, Stephanine S. . JHU Press. 2003: 171. ISBN 978-0-8018-7312-6.
11. 1 2  George, Holly; David Lile; Cheree Childers; Cindy Noble; Andrea Oilar; Katherine Haworth; Kristen Schmidt; Gabe Miller.  (PDF). University of California.   [4 August 2010]. （原始内容 (PDF)存档于2010年6月12日）.